# Леннарт Ларссон
Леннарт Ларссон (швед. Lennart Larsson, нар. 9 липня 1953, Стокгольм) — шведський футболіст, що грав на позиції півзахисника, учасник Чемпіонату світу з футболу 1978 року.

## Клубна кар'єра
Леннарт Ларссон розпочав кар'єру гравця у клубі «Мальме», звідки перебрався до «Гасселхольмса», а згодом — до «Гальмстада», у складі якого виграв Чемпіонат Швеції у 1976 році.
Гравцем зацікавився західнонімецький «Шальке 04», до якого Ларссон приєднався у грудні 1977 року . У Бундеслізі гравець загалом провів 26 матчів і забив 3 м'ячі .
У 1979 році Леннарт Ларссон повертається на батьківщину, де знову виступає за «Гальмстад», з яким цього ж року оформлює друге чемпіонство.
1982 рік був останнім в ігровій кар'єрі Ларссона.

## Кар'єра у збірній
1976 року дебютував в офіційних матчах у складі національної збірної Швеції. Протягом кар'єри у національній команді, яка тривала 6 років, провів у її формі 26 матчів, забивши 4 голи.
Гравець узяв участь у чемпіонаті світу 1978 року, що проходив в Аргентині. В усіх трьох матчах збірної Швеції він з'являвся на полі у стартовому складі .

## Титули і досягнення
- Чемпіон Швеції (2):

«Гальмстад»: 1976, 1979